# Pepe Arias
Pepe Arias, né José Pablo Arias le 16 janvier 1900 à Buenos Aires, mort le 23 février 1967 à Buenos Aires, est un acteur de cinéma et comédien de théatre argentin.

## Biographie
Pepe Arias né dans le quartier d'Abasto à Buenos Aires, fréquente l'École militaire navale pendant deux ans, et expulsé pour « manque de vocation ». Il monte sur scène pour la première fois en 1916, au Théâtre Excelsior, et intégré à la compagnie Luis Arata et Enrique Da Rosas. Il rejoint la compagnie des frères César et Pepe Ratti (1921), et plus tard la compagnie Francisco Payá dirigée par Rafael De Rosa (1922). Il intègre d'autres compagnies comme celle d'Elías Alippi - Marcelo Ruggero - José Otal (1930).
En 1931, il crée sa propre compagnie au Teatro Maipo. Il fait ses débuts au cinéma en 1933 avec le film ¡Tango!, et joue son premier rôle Bonito. Pepe Arias participe sur vingt-quatre films, dont Kilómetro 111 (1938), El haragán de la familia (1940), Fantasmas en Buenos Aires (1942), Mercado de Abasto (1954) et La Señora del Intendente (1967).
À partir de 1934, il fera de la radio comme comédien, récitant ses célèbres monologues. Il travaille sur de nombreuses radios en Argentine, et à Montevideo. Il se produira sur scène jusqu'à la fin de 1966. Il est le grand-oncle de l'acteur et présentateur Ronnie Arias (1962-).

## Mort
En 1966, il joue dans une comédie satirique La Revista del Tío Vicente de Carlos Artagnan Petit et Francisco Reimundo, en souffrant d'asthme. Il meurt de gêne respiratoire le 23 février 1967. Sa dépouille repose au panthéon de l'Association argentine des acteurs (SADAIC), au cimetière de Chacarita.

## Famille
Pepe Arias se marie le 28 mars 1930 avec la star péruvienne Carmen Olmedo, mais leur relation se détériora à cause de la jalousie et du mauvais caractère de la starlette, et divorce le 31 juillet 1934. Il épouse en secondes noces Petrona Petra Bustos.

## Filmographie

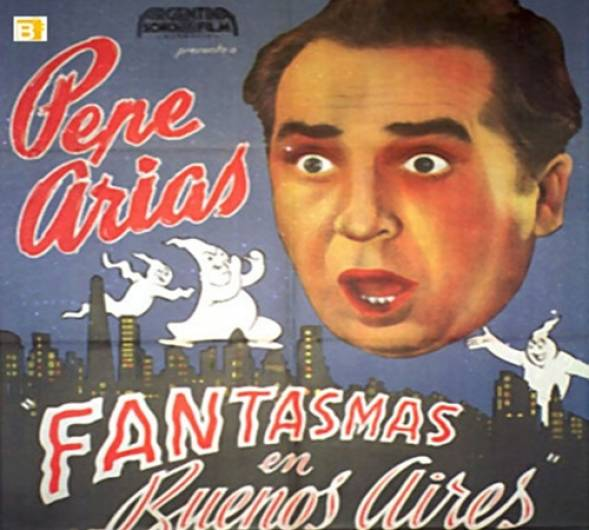
Pepe Arias à l'affiche de Fantasmas en Buenos Aires (1942).

### Cinéma
- 1916 : Resaca
- 1930 : Los caballeros de cemento
- 1933 : Los tres berretines
- 1937 : Lo que le pasó a Reynoso
- 1937 : La muchacha del circo
- 1937 : Fuera de la ley
- 1937 : Mateo
- 1938 : Busco un marido para mi mujer
- 1939 : Giácomo
- 1941 : El tesoro de la isla Maciel
- 1942 : Fantasmas en Buenos Aires (en)
- 1942 : Ceniza al viento
- 1947 : Los hijos del otro
- 1954 : Barrio gris
- 1955 : El festín de Satanás
- 1957 : Cinco gallinas y el cielo
- 1958 : La morocha

### Théatre
- Día social porteño (1916), de Alfredo Palacios.
- La vida inútil (1916)
- Locos de verano (1916).
- El papá del año (1924)
- Zas-tras (1925)
- Aquí llegan las bellezas (1926)
- Stéfano (1928)
- El buen lechón (1930)
- El ejército de la salvación (1930)
- Pasen a ver las fieras (1930)
- El mercado de abasto (1930)
- La historia del año 31 (1931)
- Arias es un rico tipo (1931)
- Pa' el 32 esto es una jauja (1931)
- Cristóbal Colón en colectivo (1936)
- Canciones del mundo (1948)